# Kanton Pontorson
Kanton Pontorson (francouzsky Canton de Pontorson) je francouzský kanton v departementu Manche v regionu Normandie. Při reformě kantonů v roce 2014 byl vytvořen seskupením 24 obcí, do té doby sestával z 10 obcí. V květnu 2016 ho tvořilo 21 obcí (vzhledem k procesu slučování některých obcí).

## Obce kantonu
- Aucey-la-Plaine
- Beauvoir
- Céaux
- Courtils
- Crollon
- Ducey-les-Chéris [p 1]
- Huisnes-sur-Mer
- Juilley
- Marcilly
- Le Mesnil-Ozenne
- Le Mont-Saint-Michel
- Poilley
- Pontaubault
- Pontorson [p 2]
- Précey
- Sacey
- Saint-Ovin
- Saint-Quentin-sur-le-Homme
- Servon
- Tanis
- Le Val-Saint-Père